# Gennadiy Valyukevich
Gennadiy Valyukevich (en biélorusse, Генадзь Іванавіч Валюкевіч, né le 1er juin 1958 et mort le 29 décembre 2019) est un athlète biélorusse, spécialiste du triple saut.

## Biographie
Concourant pour l'URSS, il s'adjuge le titre des Championnats d'Europe juniors de 1977, à Donetsk. En début de saison 1979, à Vienne, Gennadiy Valyukevich remporte les Championnats d'Europe en salle avec la marque de 17,02 m, devançant ses deux compatriotes Anatoli Piskouline et Jaak Uudmäe.
Il obtient deux nouvelles médailles d'argent continentales en salle en 1982 et 1983. Il devient champion d'URSS du triple saut en 1979, 1982 et 1984.
Gennadiy Valyukevich est le père de Dmitriy Valyukevich, triple-sauteur en activité concourant pour la Slovaquie.

### Palmarès
| Date | Compétition                    | Lieu     | Résultat | Performance |
| ---- | ------------------------------ | -------- | -------- | ----------- |
| 1977 | Championnats d'Europe juniors  | Donetsk  | 1er      | 16,60 m     |
| 1979 | Championnats d'Europe en salle | Vienne   | 1er      | 17,02 m     |
| 1979 | Coupe du monde des nations     | Montréal | 2e       | 16,94 m     |
| 1982 | Championnats d'Europe en salle | Athènes  | 2e       | 16,87 m     |
| 1983 | Championnats d'Europe en salle | Budapest | 2e       | 16,94 m     |

### Records
| Épreuve     | Épreuve   | Performance | Lieu     | Date            |
| ----------- | --------- | ----------- | -------- | --------------- |
| Triple saut | Plein air | 17,53 m     | Erfurt   | 1er juin 1986   |
| Triple saut | Salle     | 17,32 m     | Chișinău | 17 février 1985 |